# Фернандо Муслера
Нестор Фернандо Муслера Микол (шп. Néstor Fernando Muslera Micol; Буенос Ајрес, 16. јун 1986) професионални је уругвајски фудбалер који игра на позицији голмана.
Од 2011. игра за турски Галатасарај, а од 2009. је и стандардни репрезентативац Уругваја са којим је играо на три светска првенства. 

## Клупска каријера
Иако рођени Аргентинац, Муслера се још као петнаестогодишњи тинејџер преселио у Монтевидео, главни град Уругваја, где је почео озбиљније да се бави фудбалом у школи фудбала екипе Вондерерса. За сениорску екипу Вондерерса дебитовао је током 2004, а потом у сезони 2006/07. као позајмљен играч игра за најбољи уругвајски клуб Насионал. 
У августу 2007. Муслера одлази у Италију где потписује четворогодишњи уговор са римским Лацијом вредан 3 милиона евра. У дресу римског клуба дебитује 16. септембра 2007. у утакмици Серије А против Каљарија. Током наредне четири сезоне које је провео у Лацију, Муслера је одиграо укупно 114 утакмица, а у сезони 2008/09, освојио је и трофеј намењен победнику Купа Италије.
По истеку уговора са Лацијом, у јулу 2011. Муслера потписује петогодишњи уговор са турским гигантом Галатасарајем из Истанбула у вредности од 6,75 милиона евра. Муслера је на основу уговора у Галатасарају зарађивао по два милиона евра по сезони. У Галатасарају је Муслера имао статус првог голмана, а већ током прве сезоне у турској Суперлиги бранио је на чак 39 утакмица, од чега на 18 мечева није примио гол. 
Дана 19. септембра 2012. дебитовао је и на „евро сцени” пошто је одиграо утакмицу Лиге шампиона са Манчестер јунајтедом на Олд Трафорду. Иако је Галатасарај изгубио тај меч резултатом 0:1, Муслера је одбранио један пенал на том сусрету. Играјући у дресу Галатасараја Муслера је у наредном периоду освојио 4 титуле првака Турске, три трофеја Купа Турске и 4 пехара победника Суперкупа. 
У јулу 2017. продужио је уговор са турским клубом на још 4 сезоне (до јуна 2021. године). 

## Репрезентативна каријера
Муслера је играо играо неколико утакмица за млађе репрезентативне селекције Уругваја, а за сениорски тим је дебитовао 10. октобра 2019. у квалификационој утакмици за СП 2010. против Еквадора у Киту. Већ наредне године по први пут је заиграо и на светским првенствима, а у Јужној Африци 2010. Муслера је бранио на свим утакмицама свог тима, а Уругвај је освојио четврто место. 
Као први голман бранио је и на Копа Америка 2011. у Аргентини, где је селекција Уругваја освојила златну медаљу након победе од 3:0 над Парагвајем у финалу. Такође је наступио и на наредном Копа Америка 2015. у Чилеу где је тим „Уруса” поражен у четвртфиналу од домаћина Чиле резултатом 0:1.
Муслера је био први голман репрезентације и на наредна два светска првенства, у Бразилу 2014. и Русији 2018. године. 

## Успеси и признања
Лацио
- Победник Купа Италије: 2008/09.
- Победник Суперкупа Италије: 2009.

Галатасарај
- Победник Суперлиге Турске: 2011/12, 2012/13, 2014/15. и 2017/18.
- Победник Купа Турске: 2013/14, 2014/15. и 2015/16.
- Победник Суперкупа Турске: 2012, 2013]], 2015. и 2016.

Уругвај
- Победник Копа Америка: 2011.
- Светско првенство: 4. место 2010.
- Куп конфедерација: 4. место 2013.